# Studio per Gesù alla colonna
Lo studio per Gesù alla colonna è un disegno di Silvio Consadori. Eseguito verso il 1959, appartiene alle collezioni d'arte della Fondazione Cariplo.

## Descrizione
Il volto di Gesù, fra i soggetti più ricorrenti nella produzione sacra di Consadori, è rappresentato sofferente ma dai lineamenti nobili e distesi.

## Storia
Il disegno venne realizzato verso il 1959, anno in cui fu presentato alla IV Mostra Biennale Italiana di Arte Sacra per la Casa allestita presso l'Angelicum di Milano, insieme ad altri sei dipinti e a una vetrata. Sul retro è presente l'iscrizione recante il titolo Studio per Gesù alla colonna ma nel catalogo il disegno venne riportato come Studio per testa d'apostolo. In quell'occasione fu acquistato dalla Fondazione Cariplo.